# Artigliere (cacciatorpediniere 1907)
L’Artigliere è stato un cacciatorpediniere della Regia Marina.

## Storia
L'apparato motore dell'unità era originariamente alimentato a carbone (95 tonnellate), ma venne modificato in modo da essere alimentato a nafta (65 tonnellate).
Il 30 dicembre 1908 il cacciatorpediniere, insieme alla corazzata Vittorio Emanuele ed al capoclasse Bersagliere, venne inviato a Messina, distrutta da un devastante terremoto, per partecipare alle operazioni di soccorso.
L'Artigliere, al comando del capitano di fregata Guido Biscaretti di Ruffia, partecipò attivamente alla guerra italo-turca. Nel pomeriggio del 29 settembre 1911 la nave prese parte, insieme a numerose altre siluranti, ad uno scontro con due torpediniere turche, la Tokat e l'Antalya, uscite dal porto di Prevesa. Alle due del pomeriggio le unità italiane attaccarono le due navi turche con rapidità e decisione: l'Artigliere danneggiò gravemente la Tokat, che tentando la fuga rientrò in porto, e la inseguì all'interno dell'ancoraggio, affondando sia tale unità che una cannoniera, venendo in questa azione raggiunto e supportato dai cacciatorpediniere Carabiniere, Alpino e Zeffiro e dalla torpediniera Spiga, che avevano devastato, fatto incagliare e catturato l'Antalya. Terminato lo scontro, le navi italiane si allontanarono, acclamate dall'equipaggio del piroscafo greco Marte.
Nel mattino del giorno successivo l'Artigliere, mentre navigava insieme al gemello Corazziere e ad altre siluranti nelle acque di Gomenizza, avvistò alcune altre torpediniere turche uscite dal porto di Prevesa e lo comunicò al comando, ricevendo ordine di lasciarle allontanare dalla costa e poi, approfittando della maggiore velocità delle navi italiane, attaccarle ed affondarle. Le siluranti italiane riuscirono così a circondare quelle turche, che a quel punto tentarono a tutto vapore la fuga verso sud, invece che in direzione di Prevesa: questo per distogliere l'attenzione delle navi italiane da alcuni piroscafi che stavano cercando di raggiungere il porto greco. Mentre l'Alpino dirigeva verso tali unità, l'Artigliere ed il Corazziere, in linea di fila, si avvicinarono alle navi ottomane: queste iniziarono infruttuosamente a sparare contro i cacciatorpediniere, e le due unità italiane risposero al fuoco riducendo a relitti le torpediniere Hamidiye ed Alpagot (su una delle quali s'incendiarono i depositi munizioni), che, rientrate nel porto, furono abbandonate dagli equipaggi, i cui membri, sbarcati su una vicina spiaggia, aprirono un violento fuoco di fucileria, ed affondarono (le due navi italiane recuperarono alcuni naufraghi). La reazione dell'Artigliere e del Corazziere disperse gli equipaggi ottomani, dopo di che i due cacciatorpediniere procedettero quindi a catturare il panfilo-cannoniera Teties (per altre fonti Thetis o Tarabulus), appartenente ad Abdul Ramid, ex sultano (tale unità, trasformata in cannoniera, fu incorporata nella Regia Marina con il nuovo nome di Capitano Verri). Le altre torpediniere della flottiglia turca riuscirono invece a riparare a Prevesa.
Il 5 ottobre 1911 l'Artigliere penetrò nel porto di San Giovanni di Medua per ispezionare due mercantili sospetti di trasportare armi, ma, preso di mira dalle artiglierie ottomane, reagì bombardando la località. Ciò provocò la dura reazione diplomatica da parte dell'Impero austro-ungarico, che non voleva operazioni belliche in Adriatico, così vicino ai suoi confini: ciò portò alla sospensione di tali operazioni.
Dislocato poi in Mar Rosso, nel gennaio 1912, l'Artigliere fu inviato, insieme al gemello Garibaldino ed all'ariete torpediniere Piemonte, alla ricerca di navi turche lungo la costa. Il 7 gennaio l’Artigliere si imbatté in un folto gruppo di unità turche – le torpediniere Antep, Bafra, Ordu, Refahiye e Gökçedağ, le cannoniere Kastamonu e Muha, il panfilo armato Shipka (ex Fauwette o Fouvette) – che lo attaccarono; in suo aiuto accorsero il Piemonte ed il Garibaldino ed al termine dello scontro che ne seguì, noto come battaglia di Kunfida, protrattosi per tre ore, furono affondate (o si autoaffondarono in seguito al grave danneggiamento) tutte le unità turche tranne lo Shipka, che venne catturato (e successivamente, trasformato in cannoniera, incorporato nella Regia Marina con il nome Cunfida); gli equipaggi fuggirono a terra. L'indomani la località, abbandonata dalle truppe turche, fu occupata da reparti sbarcati dal Piemonte.
All'inizio della prima guerra mondiale il cacciatorpediniere faceva parte della III Squadriglia Cacciatorpediniere, basata a Brindisi, che formava assieme ai gemelli Garibaldino, Lanciere, Bersagliere e Corazziere. Comandava la nave il capitano di corvetta Spano.
Il 29 maggio dello stesso anno l'Artigliere bombardò, insieme a Lanciere, Bersagliere e Garibaldino, l'impianto chimico «Adria-Werke» di Monfalcone, produttore di gas asfissianti.
Il 7 giugno 1915 la nave reiterò l'azione di bombardamento contro la fabbrica Adria-Werke. Successivamente non fu più protagonista di eventi di rilievo.
Declassato a torpediniera nel luglio 1921, l'Artigliere fu radiato nel giugno 1923 ed avviato alla demolizione.